# 吳英 (正德進士)
吳英（1475年—？），字文傑，瞿塘衛軍籍，湖廣長沙府攸縣人，明朝政治人物。

## 生平
正德五年（1510年）庚午科四川鄉試第五十五名舉人，十二年（1517年）中式丁丑科會試第一百十八名，三甲第四十八名進士。都察院觀政，授遂安縣知縣，卒於官。

## 家族
曾祖吳溥；祖父吳立；父吳□，義官。母王氏。慈侍下。弟吳蘭、吳茝。